# 太空遮阳伞
太空遮阳伞指一种用于避开或减少太阳辐射，阻止太阳照晒太空飞行器或行星从而减少发热的遮阳伞。通过建造遮阳伞这一气候工程方法可追溯至1923年和赫尔曼·奥伯特。